# 鄒祖壽
鄒祖壽，清朝官員，本籍廣東。監生出身。

## 生平
鄒祖壽於1869年（同治8年）接替林桂芬，任臺灣府淡水廳艋舺縣丞一職，是大臺北地區的地方父母官。